# Яблонька (Ровненская область)
Яблонька (укр. Яблунька) — село, входит в Кузьмовский сельский совет Сарненского района Ровненской области Украины.
Население по переписи 2001 года составляло 317 человек. Почтовый индекс — 34562. Телефонный код — 3655. Код КОАТУУ — 5625483904.

## Местный совет
34561, Ровненская обл., Сарненский р-н, с. Кузьмовка, ул. Кузнецова, 81а.